# Aéroport international de Goiânia
L'aéroport international de Goiânia – Santa Genoveva (code IATA : GYN • code OACI : SBGO) est l'aéroport desservant Goiânia, au Brésil.
Il est exploité par Infraero.

## Situation
| \| 200 km1:42 212 000 \| São Paulo-Guarulhos São Paulo-Congonhas Brasília Rio-Galeão Belo Horizonte Campinas Rio-Santos-Dumont Recife Porto Alegre Salvador Fortaleza Curitiba Florianópolis Belém Vitória Goiânia Manaus Navegantes |
| 200 km1:42 212 000 |

L'aéroport est situé à 8 km du centre-ville de Goiânia.

## Histoire
L'aéroport a été mis en service en 1955 bien que les opérations aient commencé quelques années plus tôt. Depuis 1974, il est exploité par Infraero .
En 2010, le gouvernement de l'Etat de Goiás, afin d'encourager le tourisme et l'aviation, a réduit la taxe sur l'essence de 15% à 3%. Après une telle réduction, les compagnies aériennes ont manifesté un certain intérêt pour la construction d'un hub à l'aéroport de Santa Genoveva  mais des limitations opérationnelles ont empêché la mise en œuvre immédiate d'un tel plan.
L'ancien terminal passager était capable d'accueillir 600 000 passagers / an mais ces dernières années, il fonctionnait au-delà de sa capacité: en 2015, il a traité plus de 5 fois sa capacité. Le 9 mai 2016, un nouveau terminal passagers situé de l'autre côté de l'ancienne et de l'autre côté de la piste a été ouvert. Il est capable d'accueillir 6,3 millions de passagers / an. Ce nouveau terminal dispose de 32 comptoirs d'enregistrement et de 8 passerelles, en plus des commodités habituelles telles que les magasins et les restaurants.

## Compagnies aériennes et destinations
| Compagnies              | Destinations |
| ----------------------- | --- |
| Azul Brazilian Airlines | - Belo Horizonte, - São Paulo/Campinas, - Cuiabá (en), - Florianópolis, - Palmas (en), - Recife, - Salvador de Bahia En saison: Fortaleza, João Pessoa, Maceió, Natal, Porto Seguro (en) |
| Azul Conecta            | Barra do Garças |
| Gol Transportes Aéreos  | Brasília, Rio de Janeiro/Galeão, Salvador de Bahia, São Paulo/Congonhas, São Paulo/Guarulhos En saison: Curitiba, Natal, , Porto Alegre, Recife                                          |
| LATAM Brasil            | Brasília, São Paulo/Congonhas, São Paulo/Guarulhos |

Edité le 27/12/2023

## Accidents et incidents
- 22 février 1975: L' enregistrement PP-SMU du Boeing 737-2A1 du VASP en route de Goiânia à Brasilia a été détourné par 1 personne qui a demandé une rançon. Le pirate de l'air a été abattu[5].
- 29 septembre 1988: VASP Boeing 737-300 immatriculation PP-SNT du vol 375 en route entre Belo Horizonte-Confins et Rio de Janeiro a été détourné par 1 personne qui voulait forcer un accident sur le Palácio do Planalto, le lieu de travail présidentiel officiel à Brasilia . Le pilote a convaincu le pirate de l'air de se dérouter vers Goiânia où un atterrissage d'urgence a été effectué. Le détournement s'est terminé avec 1 victime[6],[7].

## Voir également
- Liste des aéroports du Brésil